# Kniebis (Landschaftsschutzgebiet, Ortenaukreis)
Das Landschaftsschutzgebiet Kniebis liegt auf dem Gebiet der Stadt Oppenau und der Gemeinde Bad Peterstal-Griesbach im Ortenaukreis in Baden-Württemberg. 

## Lage
Das Gebiet liegt nördlich von Bad Griesbach und südlich der Schwarzwaldhochstraße und liegt an der Grenze der Naturräume  Grindenschwarzwald und Enzhöhen und Nördlicher Talschwarzwald. Im Schutzgebiet liegt der Ursprung der Rench.

## Landschaftscharakter
Es handelt sich um ein Kerbtal am Südwesthang des Kniebis, in dem sich die an den Talhängen austretenden Bäche zur Wilden Rench vereinen. Das Gebiet ist überwiegend dicht bewaldet. Nur im Talgrund liegen einige Gehöfte mit umgebenden offenen Grünlandflächen.

## Zusammenhängende Schutzgebiete
Im Norden grenzt das Landschaftsschutzgebiet an den Nationalpark Schwarzwald und die Naturschutzgebiete Schliffkopf und Kniebis-Alexanderschanze. Im Westen grenzt das Landschaftsschutzgebiet Lierbachtal und Kniebisstraße an. Das Gebiet überschneidet sich in Teilen mit dem FFH-Gebiet Nördlicher Talschwarzwald bei Oppenau und dem Vogelschutzgebiet Nordschwarzwald. Es liegt überdies im Naturpark Schwarzwald Mitte/Nord.